# Pedro Téllez-Girón, 1.º duque de Osuna
Pedro Téllez-Girón de la Cueva Velasco y Toledo (Osuna, 29 de julho de 1537 - Madrid, 13 de setembro de 1590) foi um nobre, político e militar de Espanha.

## Biografia
Pedro Téllez-Girón , foi conde de Urueña, iniciou sua vida política na Corte de Felipe II devido em grande parte ao seu imenso patrimônio, um dos maiores dentre os políticos espanhóis. Serviu como embaixador em Portugal (1570), sua missão era obrar para a união entre Portugal e Espanha.
Desejava ser o comandante da invasão de Portugal porém foi impedido por alguns nobres. Em compensação, em outubro de 1580, foi encarregado do honroso papel de transferir para o Mosteiro do Escorial os restos mortais da rainha Ana de Áustria, morta em Badajoz. Alguns meses depois, ele foi recompensado com o Vice-Reino de Nápoles (1582-86). Segundo Gregorio Leti ele levou consigo seu neto Pedro Téllez-Girón y Velasco, de 8 anos, mas não há nenhum documento que o prove.
Em 1567, foi nomeado duque de Osuna por ter feito inúmeras melhorias nestas terras, tais como reformas de pontes, construções de edifícios, fortalecimento de pequenas cidades ali presentes e elaboração de leis comerciais.
Desde 1588, apresentava sintomas de uremia. Morreu em 13 de setembro de 1590 aos 53 anos, na cidade de Madrid.